# تقويم اللسانين
«تَقْوِيمُ اللِّسَانَيْنِ» كتاب من تأليف الشيخ تقي الدين الهلالي العالم المغربي المعروف بسعة علمه وتمكنه من اللغتين العربية والفرنسية، إلى جانب حضوره في ميادين الدعوة والعقيدة واللغة.
ولد سنة 1311هـ / 1892 م بالفيضة القديمة وتسمى «الفرخ» على بضعة أميال من الريصاني، والأصل قرية أولاد عبد القادر في «الغرفة» من أرض سجلماسة المعروفة بتافيلالت من المملكة المغربية. وقد ترعرع في أسرة علم وفقه؛ فقد كان والده وجده من فقهاء تلك البلاد.
والكتاب عبارة عن مقالات نشرها الهلالي في مجلة دعوة الحق يقول: " كنت قد نشرت مقالات بهذا العنوان في مجلة دعوة الحق التي تصدر في وزارة الأوقاف بالمغرب الأقصى وجمعت ما تيسر لي جمعه من تلك المقالات فبلع ذلك جزءا"
وقد تعددت طبعات الكتاب وتنوعت وهي:
- طبعة الدار البيضاء : المكتب التعليمي السعودي، 1978م-1398ه
- طبعة القاهرة : دار الكتب السلفية، 1983م ـ1403 ه
- طبعة الرباط الثانية : مكتبة المعارف، 1984 م ـ 1404ه
- طبعة الرباط الأولى: مكتبة المعارف 1978م ـ 1398ه، [4]

## سبب التسمية
سمي هذا الكتاب بهذا الاسم نسبة إلى اللسانين والمراد بهما كما بين المؤلف: اللسان والقلم ، فالعرب تقول: القلم أحد اللسانين والمقصود هنا إصلاح الأخطاء التي تفاقم أمرها في هذا الزمان حتى أصبحت مألوفةعند أكثر الخاصة بله العوام، فشوهت وجه اللسان العربي المبين ورنقت صفو زلاله المعين مما يسوء كل طالب علم يحرص على حفظ لغة القرآن وصيانتها من الإفساد والتشويه والعبارات الجافية التي تشين جمالها وتذهب ببهائها.
وقد أشار المؤلف إلى سبب تأليفه لهذا الكتاب فقال: "وقد بدا لي أن أكتب مقالات في هذا الموضوع، أداء لواجب لغة الضاد، وصونا لجمالها من الفساد، راجيا أن ينفع الله بما أكتبه تلامذتي في الشرق والمغرب وفي أوربا، وأنا على يقين أنهم يتلقون ما أكتبه بشوق وارتياح، وكذلك رفقائي الكتاب المحافظون سيستحسنون ذلك."

## المنهج
يدخل كتاب تقويم اللسانين لتقي الدين الهلالي في دائرة اهتمام الباحثين في مجال اللغة العربية وما يتعلق بها حيث يقع في نطاق تخصص علوم اللغة العربية وهووثيق الصلة بالتخصصات الأخرى مثل البلاغة اللغوية والأدب العربي والشعر والنثر وغيرها من الموضوعات اللغوية التي تهم الدارس في هذا المجال.
ويتناول هذا الكتاب الأخطاء اللغوية والأسلوبية المتداولة بين الكُتّاب والمترجمين وأهل الإعلام، ويصحح 77 خطأً موزعا على ثلاثة عشر فصلًا، تناول فيها المؤلف بالنقد والتحليل ما شاع من الاستعمالات غير الفصيحة أو المترجمة ترجمة ركيكة، سواء في اللغة العربية أو الفرنسية. وهو محاولة لـتصحيح الانحرافات اللغوية الناتجة عن الازدواج اللغوي في بلاد المغرب، حيث تتداخل العربية والفرنسية في الخطاب اليومي والثقافي، وهو ما رأى فيه الشيخ الهلالي خطرًا على نقاء اللسان العربي وسلامته.
وقد أبان الشيخ الهلالي في كتابه، عن تمكنه من مجموعة من العلوم ؛ إذ التزم بالمنهج السلفي وصار من دعاته النشيطين، و كان متفتحاً غير متزمت ومجتهداً غير مقلد، وقد أكسبته الأسفار الكثيرة إلى البلاد العربية والهند وسويسرا وألمانيا، ولقاؤه العلماء في العالم العربي والإسلامي، صفات العالم العامل والداعية الواعي، والمصلح الحكيم والمجاهد الصادق، وكان منهجه في التعليم والتربية، الحرص على غرس التوحيد، والالتزام بالأركان والعمل بالأصول، والبعد عن مواطن الخلاف في الفروع، والاستفادة مما لدى الغرب من تقدم علمي، فالحكمة ضالة المؤمن أنى وجدها فهو أحق الناس بها.

## آراء وانتقادات
وقد أثار الكتاب عند صدوره ردود فعل وانتقادات من بعض الكُتّاب الذين لم ترُق لهم صراحة الهلالي وجرأته في التقويم، مما دفعه إلى أن يُدرج في الطبعة الثانية ردًا مفصلًا على تلك الانتقادات، في قسم خاص بعد عرض الأخطاء، تحت عنوان فرعي:
"تقويم اللسانين، وقد عدلت في تعديلك له عن العدالة: ردٌ على متنطع جاهل.
وهو عنوان يعكس حدة ردّه ودفاعه عن الحق اللغوي والصواب البياني، بكل ما عُرف عنه من وضوح في الحجة وثبات في الموقف.
ويمتاز هذا العمل بجمعه بين الغيرة على العربية، والوعي بالمخاطر الثقافية واللغوية للاستعمار، مما يجعله مرجعًا مهمًا في ميدان اللغة والإصلاح الفكري واللساني في العالم العربي عمومًا، وبلاد المغرب خصوصًا.
وقد أثنى على الكتاب أبو الحسن الندوي  من علماء الهند إذ قال: " استفدنا كثيرا من مقالكم القيم في العدد الأخير من مجلة دعوة الحق في موضوع عثرات الأقلام، وغلطات اللسان في كتابات المعاصرين، وأرجو أن تتفسحوا في هذا الموضوع فكلنا في حاجة إلى مثل هذه التوجيهات التي تصدر من ضليع محقق مثلكم، أبقاكم الله طويلا لتلاميذكم الكثيرين في الشرق والغرب."
وبتفق لفيف من القراء والمهتمين على أهمية مقالات هذا الكتاب، كما أبرز الهلالي قائلا :" أما هنا في المغرب فقد رحب بها غير واحد من القراء مكاتبة ومشافهة، ومن بين قراء هذه المجلة العالمية ـ دعوة الحق ـ فحولا لا يقعقع لهم بالشنان ولا يخدعون بالمغالطات والروغان يزنون الأقوال بالقسطاس المستقيم ويميزون بين الصحيح والسقيم ."

## مختارات
- استخدام كاف التشبيه في غير التشبيه وقد سماها الكافَ الاستعمارية وتعرف أيضا بالكافِ الدخيلة، مثال ذلك: فلان كوزير لا ينبغي أن يتعاطى التجارة. وفلان يشتغل في الجامعة كمحاضر، وفلان مشهور ككاتب. وهذا الاستعمال دخيل لا تعرف العرب، ولا يستسيغه ذوق سليم، وليس له في قواعد اللغة العربية موضع ودونك البيان.[13]
- استخدام «بدون» عوضًا عن «دون».
- استخدام كلمة «فترة» للدلالة على وقت مخصص لشيء ما (مثل: فترة الراحة)، وهي التي تستخدم للدلالة على توقف أو انقطاع عن شيء ما (مثال: فترة العمل، وتعني[14] هنا فتور في العمل وقلة فيه).
- استخدام «بينما» للدلالة على (While) الإنجليزية في المحافل التي لا تكون فيها أحداث طولية اعترضت عليها أحداث أخرى لفترة بسيطة (مثل: تشكل الصناعة عصب الحياة للدولة، بينما يشكل التعليم أساسها القوي)، وهي التي تستخدم في مثل قولهم: حضرت اللقاء بينما كان المذيعون يسألون الحاضرين.
- استخدام تعبير «قاتل ضد»، فَـ «قَاتَلَ» فعل متعدٍّ لا يحتاج إلى حرف زائد ليتعدى بخلاف الإنجليزية (Fought against)، والأَوْلى أن يذكر المفعول به مباشرة دون ذكر ضد.
- شيوع استعمال الفترة في هذا الزمان في وقت العمل فيقولون: فترة الصبح، وفترة الظهيرة، وفترة المساء، يريدون بذلك زمان العمل، قال البيضاوي في قوله تعالى في سورة المائدة ( 19 يا أهل الكتاب قد جاءكم رسولنا يبين لكم على فترة من الرسل) أي جاءكم رسولنا حين فتور من الإرسال وانقطاع من الوحي) قال ابن منظور في لسان العرب : والفترة: ما بين كل نبيين وفي الصحاح : ما بين كل رسولين من رسل الله عز وجل من الزمان الذي انقطعت فيه الرسالة. وفي الحديث: فترة ما بين عيسى ومحمد عليهما الصلاة والسلام ومن ذلك تعلم أن الفترة ليست وقت العمل، بل هي ما بين عملين.[15]
- استخدام الأدهى من ذلك، هذا الخطأ أيضا ناشئ عن الجهل بالنحو، فكل من يعرف أحكام اسم التفضيل أقل معرفة لا يقع في هذا الخطأ. قال ابن مالك في الألفيةوافعـل التفضيـل صلـة أبــدا  تقديـرا، أو لفظا، بمـن أن جردا. فأفعل التفضيل إذا دخلت عليه ( أل) لا تلحقه (من) ومن العجيب أن أفعل التفضيل في الإنجليزية والألمانية جار على هذا المنوال.[16]
- قول سلام حار وشكر حار: هذا مما اخذه المستعمرون بفتح الميم من المستعمرين بكسرها والسلام عند العرب لا يوصف بالحرارة بل بالكثرة والطيب والزكاة فيقال أزكى السلام وأطيبه، ويشبه السلام عند العرب بالنسيم الذي يهب على الروض فيحمل أطيب روائحه إلى المحبوب.[17]

## فهرس الكتاب
الفصل الأول: 1ـ الكاف الدخيلة الاستعمارية 2ـ استعمال فترة في غير معناها 3ـ الخلق وجهل الكتاب بمعناه. 4ـ بينما تكون في صدر الكلام ولابد لها من جملتين, 5ـ قولهم"تحدثوا لبعضهم البعض" جهل بالتركيب العربي, 6ـ قولهم"والأدهى من ذلك" دليل على الجهل بالنحو.
الفصل الثاني: 7ـ ومن الجهل باللغة أن يقال" قاتل ضد".8ـ الرومي لا يجمع على رومان واستطراد من المؤلف مفيد.
الفصل الثالث: 9ـ "أي" المضافة إلى مؤنث تشكو أمرها. 10ـ قولهم" نسيت أنا الآخر" خطأ آخر. 11ـ وفي قولهم "اعتنق الدين" خطآن. 12ـ "البساطة" تشكو خطأ المستعملين. 13ـ "نكران الذات" خطأ في التعبير غير مقبول. 14ـ الإيراد والاستيراد" وليس"التصدير والتوريد". 15ـالتعبير بالعمل الجنسي عن المباشرة تركيب دخيل.
الفصل الرابع: 16ـ "الحياة السياسية" خطأ في التعبير. 17ـ "استعمال الإمكانيات" بمعنى الطاقة خطأ غير مقبول. 18ـ "أجاب عن" وليس " أجاب على". 19ـ "القيم الدينية والقيم الأخلاقية" تعبير دخيل أيضا. 20ـ "الأسرة" ترجمة دخيلة غير صحيحة. 21ـ "النشاطات" تعبير غير صحيح. 22ـ وصف الجمع بالمفرد جهل بالجمع وبالمفرد معا. 23ـ "الرضوخ" بمعنى الإذعان غير صحيح. 24ـ وقولهم عن شيء واحد " السابع والأخير" غير صحيح. 25 حرفا الجر في قولهم " لوحده وبمفرده" يشكوان
الفصل الخامس:  26ـ استعماله حيث للتعليل يغضب لام الجر للتعليل. 27ـ  قولهم علماني وعقلاني خطأ. 28ـ  كم هو جميل تعبير غير صحيح. 29ـ التعبير بالتمني عن الدعاء وارادة الخير خطأ.
الفصل السادس:  30ـ  قولهم تنبأ بكذا وكذا غير صحيح.31ـ قولهم ينبغي عليه خطأ. 32 ـ منع أنباء وآراء وما أشبههما من الصرف. 33 ـ التعبير عن افتتاح المدرسة بالتدشين غير عربي. 34 ـ وجمع النية على نوايا خطأ. 35 ـ قولهم لهذا العمل ما يبرره تعبير غير صحيح. 36 ـ قولهم فلان يعشق الصحافة غير صحيح.